# جوناثان بيريز (لاعب كرة قدم)
جوناثان بيريز (بالفرنسية: Jonathan Pérez)‏ (18 يونيو 1987 بكلامار في فرنسا - ) هو لاعب كرة قدم فرنسي في مركز الوسط. لعب مع نادي تروا وChambéry SF ‏.

## وصلات خارجية
- جوناثان بيريز على موقع قاعدة بيانات كرة القدم.إي يو (الإنجليزية)